# My Own Victim
My Own Victim war eine US-amerikanische Hardcore-Punk-Band aus Louisville, Kentucky, die im Jahr 1993 unter dem Namen Crawlspace gegründet wurde und sich 2004 auflöste.

## Geschichte
Nachdem die Mitglieder bereits in ihrer Jugend zusammen in der Band Human Remains gespielt hatten, nannte sie sich 1993 in Crawlspace um. Es folgte das Demo Foothold, wodurch die Gruppe einen Vertrag bei Century Media erlangen konnte. Vor der Vertragsunterzeichnung benannte sich die Band in My Own Victim um. Es schloss sich im November 1995 das Debütalbum Burning Inside an. Die Band bestand hierauf aus dem Sänger Victor Hillerich, den Gitarristen Brian Omer und Jeff Toy, dem Bassisten Todd Conn und dem Schlagzeuger Ivan Arnold. Der Veröffentlichung schloss sich eine Europatournee zusammen mit Mucky Pup an. Aif dem zweiten Album No Voice, No Rights, No Freedom war Brian Harris als neuer Schlagzeuger zu hören. Harris wiederum wurde kurz darauf durch Sean Fitzgibbons ersetzt, woraufhin die Band 1997 auf Tour durch Europa zusammen mit Biohazard ging. Im Anschluss folgte das dritte Album The Weapon. Auf dem Album bestand die Band aus dem Sänger Victor Hillerich, den Gitarristen Brian Omer und Jeff Toy, dem Bassisten Todd Conn und dem Schlagzeuger Sean Fitzgibbons, wobei alle, bis auf Fitzgibbons zu den Gründungsmitgliedern gehörten. Der Veröffentlichung schloss sich eine Tour durch die USA an. Aufgrund von Finanzierungsproblemen mussten jedoch einige Konzerte abgesagt werden. Daraufhin trennten sich die Band und Century Media. Zudem veränderte sich die Besetzung der Gruppe, sodass nun David „Sailor“ Bryant als neuer Sänger und Danny Murphy als neuer Schlagzeuger vertreten waren. Der Posten des Schlagzeugers sollte sich im weiteren Verlauf jedoch als weiterhin instabil erweisen: Als Ersatz für Murphy kam Johnny Wooldridge hinzu, welcher wiederum durch Jeremy Mitchell abgelöst werden sollte. Die Band löste sich im Jahr 2004 auf. Da es nie ein offizielles Abschiedskonzert gegeben hatte, fand die Band 2010 für ein einmaliges Abschiedskonzert noch einmal zusammen.

## Stil
Auf Burning Inside spielte die Band Hardcore Punk, wobei die Gruppe „in der zweiten Liga nach Downset und Biohazard“ komme. The Weapon verschrieb sich ebenfalls dem klassischen Hardcore Punk, wobei in manchen Liedern auch psychedelische Klänge durchschienen.

## Diskografie
als Crawlspace
- Foothold (Demo, 1993, Eigenveröffentlichung)

als My Own Victim
- My Own Victim (EP, 1995, Century Media)
- Burning Inside (Album, 1995, Century Media)
- No Voice, No Rights, No Freedom (Album, 1997, Century Media)
- The Weapon (Album, 1998, Century Media)
- Songs for the Hurt (EP, 2000, Canyon Records)